# Ria Irawan
Ria Irawan, właśc. Chandra Ariati Dewi Irawan (ur. 24 lipca 1969 w Dżakarcie, zm. 6 stycznia 2020 tamże) – indonezyjska aktorka i piosenkarka.
Do 1993 r. zagrała w blisko 30 filmach. Jednym z jej pierwszych sukcesów okazała się rola Ani w filmie Slameta Rahardjo Kembang Kertas z 1984 r., za którą została nominowana do nagrody Citra w kategorii najlepsza aktorka drugoplanowa. Rok później otrzymała nominację do tej samej nagrody za występ w filmie Bila Saatnya Tiba (1985). Nagrodę Citra dla najlepszej aktorki drugoplanowej zdobyła później za rolę w filmie Selamat Tinggal Jeanette (1987).
Na swoim koncie miała duety z Rano Karno. Wspólnie z nim nagrała dwa albumy muzyki dangdut: Hiasan Mimpi i Sorga Dunia.